# Isoneuromyia xanthina
Isoneuromyia xanthina är en tvåvingeart som först beskrevs av Edwards 1931.  Isoneuromyia xanthina ingår i släktet Isoneuromyia och familjen platthornsmyggor. Inga underarter finns listade i Catalogue of Life.